# Harrison (New Jersey)
Harrison je město v Hudson County ve státě New Jersey v USA. V roce 2020 v něm žilo 19 450 obyvatel. Leží v těsné blízkosti Newarku. Městem protéká řeka Passaic.
Dne 20. března 2010 byl ve městě otevřen fotbalový stadion Red Bull Arena.